# Leo McCarey
Thomas Leo McCarey (3. listopada 1898. – 5. srpnja 1969.), filmski redatelj, scenarist i producent. Tijekom karijere je sudjelovao u produkciji gotovo 200 filmova, posebno komedija, gdje je demonstrirao veliku eleganciju i fini smisao za humor.

## Životopis
Rođen u Los Angelesu, Kalifornija, u filmskom je svijetu počeo kao pomoćnik redatelja Toda Browninga 1920. godine. Znanje je stjecao u studiju Hala Roacha do kraja desetljeća. Kad ga je Roach angažirao 1923., McCarey je prvo pisao gegove za serijal kratkih filmova Our Gang i druge zvijezde studija, a nakon toga je producirao i režirao kratke filmove s Charleyjem Chaseom. Dok je radio za Roacha, prvi se put udružio s Oliverom i Hardyjem, kreiravši jedan od najdugotrajnijih komičnih ekipa svih vremena. Potpisan je samo kao redatelj njihovih filmova We Faw Down (1929.), Liberty (1929.) i Wrong Again (1929.), ali je napisao brojne druge scenarije. Godine 1929. je postao potpredsjednik cijelog studija.
Početkom ere zvučnog filma, McCarey je počeo režirati, radeći s nekim od najvećih komičarskih talenata svih vremena, kao što su Eddie Cantor, Braća Marx, W.C. Fields, Mae West i Harold Lloyd. 1937. je dobio svog prvog Oscara za režiju filma Strašna istina (s  Caryjem Grantom i Irene Dunne), koji je lansirao Grantovu karijeru.
Iza sklonosti za komediju, McCarey je bio pobožni katolik te zainteresiran za društvene probleme. Tijekom četrdesetih je njegov rad postao ozbiljniji - McCarey je bio zabrinut bitkama koje se tek trebaju odigrati za ljudsko dostojanstvo nakon pobjede u Drugom svjetskom ratu. Godine 1944. je režirao Idući svojim putem, priču o hrabrom svećeniku, mlađahnom ocu Chucku O'Malleyju, kojeg je glumio Bing Crosby, za koju je dobio svog drugog Oscara za režiju. Budući da je imao udio u produkciji, ostvario je veliku zaradu kako je film bio veliki hit te godine.
Javnost je reagirala negativno na neke njegove filmove poslije Korejskog rata. Na primjer, njegov antikomunistički film Moj sin, John (1952.), podbacio je na box-officeu. Pet godina poslije opet je bio na vrhu, kao suautor, producent i redatelj filma Nešto za sjećanje, klasične romantične komedije s Caryjem Grantom i Deborah Kerr, vještog remakea njegova klasika iz 1939., Ljubavna afera s Irene Dunne i Charlesom Boyerom (iako se kritičari većinom slažu kako je prva verzija bila puno bolja, film s Caryjem Grantom je zasjenio Ljubavnu aferu, koja je do danas ostala gotovo zaboravljena). Slijedio je novi hit, Rally 'Round the Flag, Boys! (1958.) s Paulom Newmanom i Joanne Woodward. Nekoliko godina poslije je režirao svoj posljednji film, Sotona nikad ne spava (1962.).
Leo McCarey umro je sedam godina poslije od emfizema, a pokopan je na groblju Crvenog križa u Culvery Cityju, Kalifornija.

## Vanjske poveznice
- Leo McCarey u internetskoj bazi filmova IMDb-u (engl.)
- Senses of Cinema: Great Directors Critical Database